# Cleusa Carolina Rody Coelho
Cleusa Carolina Rody Coelho (nome religioso: Maria Ângelis Coelho de São José, O.A.R.; Cachoeiro de Itapemirim, 12 de novembro de 1933 – Lábrea, 28 de abril de 1985), foi uma religiosa agostiniana recoleta brasileira conhecida por seu trabalho caritativo entre indígenas, motivo pelo qual foi assassinada. Sua causa de beatificação foi aberta em 1991 pela Igreja Católica, sendo denominada serva de Deus.

## Biografia
Cleusa Carolina Rody Coelho nasceu na cidade capixaba de Cachoeiro de Itapemirim no dia 12 de novembro de 1933, filha de Jair Moreira Coelho e Francisca Rody Coelho. Foi batizada aos 7 de julho de 1935, em Barra do Itapemirim, na Paróquia Nossa Senhora do Amparo.
Durante a preparação para a primeira comunhão na Paróquia São Pedro, em sua cidade natal, Cleusa conheceu os Frades Agostinianos Recoletos, carisma que viria adotar na vida religiosa.
A jovem destacava-se nos estudos, recebendo prêmios e convites para iniciar a vida docente. Contudo, discerniu pela vocação religiosa, mesmo contra a vontade da família. Recebeu o sacramento do Crisma em 1951 e, no ano seguinte, ingressou na Congregação das Missionárias Agostinianas Recoletas, localizada na Ilha das Flores.
Adotou o nome religioso de "Irmã Maria Angelis Coelho de São José". Emitiu seus primeiros votos religiosos em outubro de 1953. Atuou como missionária em cidades do Espírito Santo, onde também foi diretora de escolas da congregação. Depois foi enviada para o Amazonas, na cidade de Lábrea, onde serviu por mais de 30 anos entre os necessitados, especialmente os presidiários e os indígenas.
A região era marcada pelas tensões entre comerciantes e indígenas. No dia 26 de abril de 1985, Cleusa soube de um ataque com mortos à aldeia de Japim, onde tinha amigos, e ofereceu-se para ir à cidade denunciar o ocorrido à polícia, mesmo sabendo que era perigoso, para evitar uma ação de vingança.
No percurso de volta à cidade, feito de canoa, Apurinã Raimundo Podivem, índio aliado dos comerciantes, atirou contra a canoa de Irmã Cleusa e o rapaz que a acompanhava. A irmã disse ao amigo que fugisse, pois tinha "filhos para criar", ele assim o fez. Chegando a Lábrea, ele avisou à congregação do ocorrido, dando início às buscas por Irmã Cleusa. Seu corpo foi encontrado no dia 3 de maio, com múltiplas lesões e um braço decepado.

## Beatificação
O processo de beatificação de Irmã Cleusa Carolina foi iniciado no dia 2 de junho de 1991, na Catedral Metropolitana de Vitória, buscando tornar conhecido seu legado como "mártir pela causa indígena". A fase diocesana do processo obteve sua conclusão em 25 de abril de 1993, encontrando-se atualmente em fase romana.
Sua exumação como parte do processo de beatificação deu-se no dia 23 de maio de 1991, estando túmulo está localizado da Igreja de Nossa Senhora de Fátima em Lábrea, local onde sua memória é celebrada pelos fiéis, lugar onde é finalizado a "Caminhada de Oração", promovida pela Prelazia de Lábrea e pelas religiosas agostinianas para recordar seu testemunho. Seu braço direito é venerado como relíquia na Catedral Metropolitana de Vitória.
Em outubro de 2019, durante o Sínodo para a Amazônia, Irmã Cleusa recebeu homenagens por seu ativismo pastoral e martírio em defesa dos direitos dos povos originários.

## Ver mais
- Lista de santos, beatos, veneráveis, servos de Deus brasileiros